# Centre hospitalier de Saint-Malo
Le site hospitalier Broussais est situé dans la ville de Saint-Malo.
Il appartient au Groupe Hospitalier Rance Emeraude (GHRE) qui rassemble les sites hospitaliers de Saint-Malo, Dinan et Cancale au sein d’un groupe hospitalier public. 